# ХИВ
ХИВ (енгл. human immunodeficiency virus, вирус људске имунодефицијенције) је лентивирус из групе ретровируса, који својим деловањем изазива крајњи синдром познат као синдром стечене имунодефицијенције. ХИВ је скраћеница од енглеског назива human immunodeficiency virus, што би окарактерисало овај вирус као узрочника опадања способности имунског система организма. ХИВ за најчешћу мету напада има делове имунског система CD4+ лимфоците. Овај вирус директно и индиректно води до пада у производњи CD4+ T лимфоцита и до њиховог крајњег уништења. CD4+ T лимфоцити су главни покретачи одбрамбеног система и када је производња ових ћелија равна нули, имунски систем скоро да и не функционише. ХИВ такође директно напада органе као што су бубрези, срце и мозак, што доводи до прекида рада бубрега, кардиомипатије и енцефалопатије. Многи проблеми са којим се оболели од овог вируса суочавају су обичне опортунистичке болести, типа прехладе, од којих би у нормалним условима имунски систем могао да се одбрани.
Без лечења, просечно време преживљавања након инфекције ХИВ-ом се процењује на 9 до 11 година, у зависности од подтипа ХИВ-а. У већини случајева, ХИВ је полно преносива инфекција и јавља се контактом или преносом крви, пре-ејакулата, семена и вагиналних течности. Истраживања су показала (и за истополне и за парове супротног пола) да је ХИВ непреносив сексуалним односом без кондома ако ХИВ-позитиван партнер има константно недетективо вирусно оптерећење. Несексуални пренос може да се деси са заражене мајке на дете током трудноће, током порођаја излагањем њеној крви или вагиналној течности, и кроз мајчино млеко. Унутар ових телесних течности, ХИВ је присутан и као слободне вирусне честице и као вирус унутар инфицираних имунских ћелија.
Пет телесних течности у себи садрже довољну концентрацију вируса за могућу инфекцију људи. То су: крв, сперма, предејакуларна течност, вагинални секрет и мајчино млеко. ХИВ се трансмитује путем телесних течности током аналног, вагиналног и оралног секса, путем трансфузије крви, несавесним коришћењем игала зависника од интравенске употребе дрога, преко плаценте (између мајке и фетуса) и дојењем беба са мајке на новорођенче.
ХИВ је пореклом из области јужно од Сахаре, у Африци, откривен током друге половине XX века. Тренутно је ова болест глобална епидемија. На крају 2004. године, верује се, према постојећим подацима, да 40 милиона људи имају ХИВ вирус. Светска здравствена организација је потврдила да је у истој години, 2004, оболело 3 милиона људи више него у претходној години, и да ће током 2005. године 5 милиона људи тек оболети од овог вируса. Године 1983, научници у Француској, на челу са Ликом Монтањером, су први открили вирус који доводи до болести сиде. Назвали су вирус LAV, lymphadenopathy-associated virus, што значи да су они у почетку вирус уско повезивали са лимфним системом. Исте године, Роберт Гало из САД-а потврдио је постојање вируса и назвао га HTLV-III, human T lymphotropic virus type III, јер је открио везу између CD4+ T ћелија и вируса. Оба назива су 1986. године преиначена у ХИВ
Утврђено је постојање два типа вируса, ХИВ-1 и ХИВ-2. ХИВ-1 је опаснији и има већи степен заразе и лакше се преноси са особе на особу, и великом броју је главни узрочник сиде у свету. ХИВ-2 је локализован на делове западне Африке. Међутим, оба типа вируса воде порекло из централне Африке, тачније испод Сахаре. ХИВ води биолошко порекло од СИВ (вируса мајмунске имунотропије, Simian Imunotropic Virus), који изазива имунодефицијенцију афричких зелених мајмуна. Сматра се да је за еволуциони прескок са врсте на врсту требало више стотина година. Вирус има омотач састављен од протеина и масти који га чини осетљивим на дезинфицијенсе и раствараче (типа медицинског алкохола, формалдехида, дездермана, хлороформа и сл.). Вирус је такође веома неотпоран у спољашњој средини, ван људског организма живи неколико секунди, осетљив је на повишене температуре. Ван људског организма може живети једино на веома ниским температурама (темп. течног азота од минус 70 степени). У свим здравственим установама користе се или инструменти за једнократну употребу или стандардна сува стерилизација или аутоклавирање, који су више него довољни да униште вирус ХИВ-а.
ХИВ напада првенствено CD4 позитивне ћелије, а то су CD4 лимфоцити, макрофаги и антиген презентујуће ђелије, последња две су заправо резервоар вируса. ХИВ користи CD4 рецептор ових ћелија као улазна врата-везује се за њега што му омогућава да продре у ћелију. Међути потребан му је још један корецептор, а то је молекул CCR5 или CXCR4, који се такође налази на мембрани ових ћелија. Сматра се да су људи којима ови рецептори фале или су промењени путем мутације имуни на сиду. Смањењем броја ових ћелија имунитета, посебно CD4 лимфоцита, одбрамбени систем слаби што омогућава инвазију других микроорганизама-вируса, бактерија, гљива и паразита, али и тумора, који су у ствари одговорни за симптоме ове болести. ХИВ инфекција доводи до ниског нивоа CD4+ Т ћелија кроз низ механизама, укључујући пироптозу абортивно инфицираних Т ћелија, апоптозу неинфицираних посматрачких ћелија, директно вирусно убијање инфицираних ћелија и убијање инфицираних + Т ћелија + цитотоксичним лимфоцитима који препознају инфициране ћелије. Када број CD4+ Т ћелија опадне испод критичног нивоа, ћелијски посредован имунитет се губи, а тело постаје све подложније опортунистичким инфекцијама, што доводи до развоја AIDS-а.